# In controluce/Angeli senza Paradiso
In controluce/Angeli senza Paradiso è un singolo di Al Bano. La canzone In controluce venne portata al Festival di Sanremo 1974 e arrivò in finale.

## Tracce
1. In controluce – 4:42 (Carrisi, Limiti)
2. Angeli senza Paradiso – 3:18 (Schubert, Pallavicini, Carrisi, Mariano)

## Edizioni
- 1974 - In controluce/Angeli senza Paradiso (EMI Italiana, 3C 006 18004, 7")